# ティーキャピタルパートナーズ
ティーキャピタルパートナーズ株式会社は、日本の投資会社。
日本のプライベートエクイティ（PE）市場の創成期である1998年からファンド運営事業を開始し、これまでに2016年10月に設立した「TMCAP2016投資事業有限責任組合」など計6本のPEファンドを組成、運用している。
2019年10月1日、東京海上グループからのマネジメント・バイアウトにより東京海上キャピタル株式会社から現社名に商号変更した。